# Pilot Talk
Albums de Curren$y
Jet Files
(2009) Pilot Talk II
(2010)
Singles
1. King Kong
Sortie : 27 avril 2010
2. Roasted
Sortie : 21 juin 2010

Pilot Talk est le troisième album studio du rappeur Curren$y, sorti le 13 juillet 2010.
L'album s'est classé 6e au Top Rap Albums, 9e au Top R&B/Hip-Hop Albums et 39e au Billboard 200.

## Liste des titres
| No  | Titre                                                    | Contient un (des) sample(s) de             | Durée |
| --- | -------------------------------------------------------- | ------------------------------------------ | ----- |
| 1.  | Example                                                  |                                            | 2:00  |
| 2.  | Audio Dope II                                            |                                            | 4:10  |
| 3.  | King Kong                                                | Rollin Up de Wiz Khalifa et Curren$y       | 3:00  |
| 4.  | Seat Change (featuring Snoop Dogg)                       | Love Me de Conrad Benjamin                 | 3:51  |
| 5.  | Breakfast                                                |                                            | 2:49  |
| 6.  | Roasted (featuring Trademark Da Skydiver et Young Roddy) |                                            | 4:25  |
| 7.  | Skybourne (featuring Big K.R.I.T. et Smoke DZA)          | Can't We Smile de Johnny « Hammond » Smith | 4:16  |
| 8.  | The Hangover (featuring Mikey Rocks)                     |                                            | 3:23  |
| 9.  | The Day (featuring Jay Electronica et Mos Def)           |                                            | 3:24  |
| 10. | Prioritize (featuring Nesby Phips)                       | Aquemini d'OutKast                         | 3:13  |
| 11. | Chilled Coughphee (featuring Devin the Dude)             | I've Got News for You de Zulema            | 2:08  |
| 12. | Address (featuring Stalley)                              | Epilogue de Lonnie Hewitt                  | 3:06  |
| 13. | Life Under the Scope                                     | Sensuality (Part 1 & 2) des Isley Brothers | 3:04  |